# ريجنالد تالبوت
ريجنالد تالبوت (بالإنجليزية: Reginald Talbot)‏ هو عسكري وسياسي بريطاني، ولد في 11 يوليو 1841 بلندن في الإمبراطورية الرومانية، وتوفي بنفس المكان في 15 يناير 1929. حزبياً، نشط في حزب المحافظين. وقد في الانتخابات الفرعية في مجلس العموم البريطاني ‏، انتخب عضو برلمان المملكة المتحدة الـ20 عن دائرة Stafford ‏ (7 يونيو 1869 – 26 يناير 1874) وانتخب Governor of Victoria ‏ (25 أبريل 1904 – 6 يوليو 1908).